# Andrei Cristea
Andrei Cristea (* 15. Mai 1984 in Bacău, Kreis Bacău) ist ein ehemaliger rumänischer Fußballspieler. Er stand zuletzt bei CS Mioveni unter Vertrag.

## Karriere

### Im Verein
Cristea begann seine Karriere beim FCM Bacău, wo er 2001 in die erste Mannschaft geholt wurde. Bereits in der ersten Saison wurde der Verein Sechster in der Liga. Nach Platz 12 in der Saison 2002/03 sprang im darauffolgenden Jahr der 13. Platz heraus, was erneut den Klassenerhalt bedeutete. 
2004 wechselte er zum Bukarester Spitzenklub Steaua. Bereits in der ersten Saison mit Cristea wurde der Meistertitel gewonnen. Auch konnte der Stürmer zum ersten Mal auf europäischer Ebene spielen. Sein Debüt gab er am 16. September 2004 gegen ZSKA Sofia aus Bulgarien im Spiel der 1. Runde des UEFA-Pokals. Er wurde zur Halbzeit für Daniel Oprița eingewechselt und das Spiel konnte mit 2:1 gewonnen werden. Steaua kam in dieser UEFA-Cup-Saison bis ins Achtelfinale, wo gegen den FC Villarreal Endstation war. In der 2005/06er Saison konnte der Meistertitel verteidigt werden. 
In der Folge kehrte er Steaua den Rücken und wechselte zum Ligakonkurrenten FC Timișoara. Dort konnte Cristea mit dem Verein den siebten Platz im Endklassement der Meisterschaft erreichen. Des Weiteren erreichte er das Pokalfinale, wo er Rapid Bukarest mit 0:2 unterlag. Cristea kam in der 55. Minute für Gueye Mansour ins Spiel. Nach einem weiteren halben Jahr in Timișoara ging der Stürmer leihweise zu Politehnica Iași, die am Ende der Saison auf dem elften Platz lagen. 
2008 kehrte er nach Bukarest zurück und unterschrieb bei Dinamo. Nach einem halben Jahr und einigen Einsätzen wurde er wieder zu Politehnica Iași, wo er 14. der Liga wurde, verliehen. In der Saison 2009/10 stand er wieder im Kader von Dinamo. Am Ende der Saison wurde er mit 16 Treffern Torschützenkönig der Liga 1.
Im Januar 2011 wechselte er nach Deutschland zum Zweitligisten Karlsruher SC. Dort trug er in der Rückrunde mit sechs Toren in elf Begegnungen zum Klassenerhalt der Badener bei. In der Sommerpause musste sich Cristea einer Knieoperation unterziehen, wodurch er für den KSC längere Zeit nicht zur Verfügung stand. Die Verletzung zog sich über fast die ganze Saison 2011/12 hinweg. Nach dem Abstieg der Badener kehrte er im Sommer 2012 zu Dinamo Bukarest zurück. Dort konnte er sich in der Spielzeit 2012/13 nur einmal in die Torschützenliste eintragen. Im Sommer 2013 wechselte er zum Ligakonkurrenten FC Brașov. Dort konnte er acht Tore in 29 Spielen erzielen und schloss die Saison 2013/14 mit seinem Team im vorderen Mittelfeld ab. Im Sommer 2014 verließ er Rumänien zum FK Qəbələ nach Aserbaidschan. Anfang 2015 wechselte er zu US Salernitana in die italienische Serie B. Im Herbst 2015 stand er bei AS Martina Franca in der Lega Pro unter Vertrag. Anfang 2016 kehrte Cristea nach Rumänien zurück und schloss sich CSMS Iași an.

### Nationalmannschaft
International spielte Cristea zehn Mal für die rumänische Fußballnationalmannschaft. Sein Debüt gab er am 11. Oktober 2003 im Freundschaftsspiel gegen Japan, als er in der 82. Minute für Dorinel Munteanu eingewechselt wurde. Nachdem Cristea viereinhalb Jahre nicht berücksichtigt worden war, kehrte er im Oktober 2009 gegen Serbien ins Nationalteam zurück. Am 2. Juni 2010 bestritt er im Freundschaftsspiel gegen Mazedonien sein letztes Länderspiel.

## Erfolge
- Rumänischer Meister: 2005, 2006
- Torschützenkönig der Liga 1: 2010